# Небески храм
Небески храм или Храм неба (кин. 天壇, пин. Tiāntán) је комплекс верских грађевина у југоисточном делу централног Пекинга. Комплекс су годишње посећивали владари Минг и Ћинг династије, када би се молили богу неба за добру жетву. Сматра се таоистичким храмом, иако је кинеско веровање у бога неба старије од таоизма.

## Историја
Комплекс је грађен од 1406. до 1420. године, у време владара Јунглеа из династије Минг. Проширен је и обновљен у 16. веку, за време владара Ђађинг из династије Минг. Ђађинг је изградио и 3 друга храма у Пекингу: Храм сунца (日壇) на истоку, Храм земље (地壇) на северу и Храм месеца (月壇) на западу. Храм неба поново је обновљен у 18. веку, у време владара Кианлона. До тада је државни буџет био недовољан, па је ово била последња велика обнова комплекса у империјалним временима.
Храм су заузеле англо-француске снаге у Другом опијумском рату. За време Боксерског устанка 1900. године, Савез осам народа окупирао је комплекс и претворио га у привремено седиште команде, које је трајало једну годину. Ова окупација је значајно оскрнавила храм и резултирала значајном штетом на грађевинама у комплексу као и у вртовима. Пријављене су и крађе артефаката из храма. Са падом династије Ћинг, храм је остао без управе. Запостављање храма довело је до урушавања неколико дворана.
Председник Републике Кине, Јоан Шикаи, 1914. године извео је молитву династије Минг у храму, како би се прогласио владарем Кине. Године 1918. храм је претворен у парк и по први пут отворен за јавност.
Храм је уврштен у Унескову светску баштину 1998. године и описано је као "ремек-дело архитектуре и пејзажног дизајна који једноставно и графички илуструје космогонију велике важности за еволуцију једне од највећих светских цивилизација.." јер су "симболички изглед и дизајн Храма неба имали велики утицај на архитектуру и пројектовање на Далеком истоку током много векова".

## Архитектура

### Зграде и изглед
Храм покрива 2,73 km² од укупне површине парка и састоји се од три главне групе грађевина, изграђених по строгим филозофским захтевима:
- Дворана намењена молитви за добру жетву (祈年殿) је величанствена кружна грађевина пречника 36 m и висока 38 m, изграђена на три нивоа мермерне подлоге, где се владар молио за добру жетву. Зграда је у потпуности направљена од дрвета, без иједног ексера. Оригинална грађевина је изгорела у пожару изазваним ударом грома 1889. године.[3] Тренутна грађевина је поново изграђена неколико година након несреће.
- Империјални небески свод (皇穹宇) је кружна грађевина, направљена на једном нивоу мермерне подлоге. Налази се јужно од Дворане намењене молитви за добру жетву и личи на њу, али је мања. Окружена је глатким кружним зидом, Зидом одјека, који може да преноси звукове на велике раздаљине. Империјални свод је повезан са Двораном за молитву преко Мост циноберних корака, 360 m дуг дигнути ходник који полако излази из Свода до Дворане за молитву. Купола ове зграде нема пречке које је подржавају.[4]
- Кружни олтар хумка (圜丘坛) је прави олтар и налази се јужно од Империјалног небеског свода. То је празна кружна платформа на три нивоа мермера, где је сваки украшен богато изрезбареним змајевима. Број различитих елемената олтара, укључујући његове балустере и кораке, је или свети број девет или је дељив са девет. Центар олтара је округло место названо Срце неба (天心石) или Врховни јанг (太阳石), где се цар молио за добро време. Захваљујући дизајну олтара, звук молитве би се рефлектовао од ограду, стварајући значајну резонанцу, која треба да помогне молитиви да комуницира са небом. Олтар је изграђен 1530. године од стране владара Ђађинга, а поново је изграђен 1740. године.[3]

### Парк
Парк који окружује храм је веома широк и заједно са храмом покрива површину од 267 хектара. Део те површине је искориштено за игралишта, просторе за вежбу и игру. Ове објекте веома користе одрасли, родитељи који доводе децу да се играју. Поједине отворене површине и споредне зграде користе се, посебно ујутру, за хорске приредбе, етничке плесове и остале наступе.

## Симболизам
Земља је представљена квадратом, а небо кругом; неколико својстава храма симболизују везу неба и земље, односно круга и квадрата. Читав комплекс окружен је са два кордона зидова; спољни зид је виши, полукружни северни крај и представља небо, док је унутрашњи нижи, правоугаон јужни крај и представља земљу. Дворана намењена молитви за добру жетву и Кружни олтар су округли, стоје на квадратном пољу и такође представљају небо и земљу. Број девет представља владара и евидентно је у дизајну Кружног олтара: једна кружна мермерна плоча окружена је прстеном девет плоча, затим прстеном 18 плоча и тако до девет прстена који окружују, а најудаљенији прстен има 9х9 плоча.
Дворана намењена молитви за добру жетву има четири унутрашња, дванаест средњих и дванаест спољашњих стубова који представљају четири годишња доба, дванаест месеци и дванаест традиционалних кинеских часова респективно. У комбинацији, дванаест средњих и дванаест спољашњих стубова представљају традиционалне соларне појмове. Све зграде у склопу храма имају посебне тамноплаве кровне црепове, који представљају небо.
Камена група седам звезди, источно од Дворане намењене молитви за добру жетву, представљају седам врхова планине Тајшан, место где се служи небу у класичној Кини.
Четири главна, потпорна, змајска стуба представљају годишња доба. Структура, коју држе ови стубови, имитирају стил древне кинеске краљевске палате. Дванаест унутрашњих стубова симболизују лунарне месеце и верује се да дванаест спољашњих стубова представља дванаест двочасовних периода у дану.

## Церемоније
У древној Кини, владар Кине се сматрао Сином неба, који се бавио земаљским стварима у име небеских ауторитета и представљао исте на земљи. Како би се показало поштовање према извору његовог ауторитета, приношење жртава небу било је од изузетне важности. Храм је направљен управо за овакве церемоније, углавном обухватајући молитве за добру жетву.
Два пута годишње, владар и његова пратња долазили су из Забрањеног града преко Пекинга како би се сместили унутар комплекса, носили су посебну одећу и нису јели месо. Ниједан Кинез из народа није смео да види процес церемоније. У храму се владар лично молио небу за добру жетву. Врхунац церемоније у време зимске краткодневнице било је владарево извођење на Земаљској планини. Церемонија је морала да буде савршено изведена, нашироко се сматрало да би и најмања грешка имала за последицу лошу срећу за сав народ у наредној години.

## Галерија
- Кружни олтар
- Дворана намењена молитви за добру жетву
- Империјални небески свод
- Парк Небеског храма
- Дворана за молитву
- Детаљ архитектуре Небеског храма
- Небески храм